# قلعة الخطيب (القدس)
قلعة الخطيب قلعة تقع في بلدة بيت اكسا على بعد 6 كم إلى جهة الشمال الغربي من البلدة القديمة في مدينة القدس بفلسطين.

## لمحة تاريخية
يعود تاريخ تشييد قلعة الخطيب إلى عام 1832 على يد الشيخ عبد القادر الخطيب أحد الملتزمين الذين عملوا على جمع الضرائب وإرسالها للخلافة العثمانية، واتخذ القلعة مقراً لمشيخة آل الخطيب.
فرضت السلطات الإسرائيلية قيودًا صارمة على الوصول إلى قرية بيت إكسا بدءًا من عام 2010 فأصبحت معزولة عن سائر أجزاء مدينة القدس، مما أدى إلى حرمان القرية من الخدمات وحرمان قلعة الخطيب القائمة بها من الزائرين الفلسطينيين والأجانب.

## الوصف
تضم قلعة الخطيب مجموعة غرف وقاعات خصص بعضها للسكن، وبعضها للضيافة، إلى جانب مساحات أخرى خصصت للخيول والمواشي وتخزين الحبوب.